# Brzi testovi na antigen COVID-19
Brzi testovi na antigen COVID-19, koji se često nazivaju i testovi lateralnog protoka COVID-19, brzi su testovi antigena koji se koriste za otkrivanje infekcije SARS-COV-2 (COVID-19). Brzo se implementiraju uz minimalnu obuku, nude značajne troškovne prednosti, koštaju mali dio drugih oblika testiranja na COVID-19 i daju korisnicima rezultat u roku od 5 do 30 minuta. Međutim, imaju visoku stopu lažno negativnih rezultata. Brzi testovi na antigene koriste se u nekoliko zemalja kao dio masovnog testiranja ili pristupa probiranja za cijelu populaciju. Smatra se da su vrijedni za identifikaciju pojedinaca koji su asimptomatski i potencijalno bi mogli širiti virus na druge ljude, koji inače ne bi znali da su zaraženi. To se razlikuje od drugih oblika testiranja na COVID-19, poput PCR-a, koji se općenito smatraju korisnim testom za osobe sa simptomima, jer imaju veću osjetljivost i mogu točnije identificirati slučajeve.

## Povijest razvoja tehnologije brzog testiranja na COVID-19
Brzi testovi na COVID-19 nastali su velikim ulaganjima u kontroverzni program Ujedinjenog Kraljevstva Moonshot, program vrijedan 100 milijardi funti za sustavnu procjenu, razvoj i implementaciju novih tehnologija za testiranje na COVID-19. Brzi testovi u početku su bili unutar ovog cjelovitog sustava ocjenjivanja, zajedno s mnogim drugim navodnim tehnologijama testiranja na COVID-19, poput Lamp, Lampore, PCR-a za njegu, masene spektrometrije i okupljanja uzoraka. No, kako su se evaluacije nastavljale, brzi testovi su se pojavili kao najuspješniji oblik testiranja na COVID-19 u ovom programu koji nadopunjuje postojeća PCR testiranja.

## Međunarodni vodič za uporabu i razvoj tehnologije za brzo testiranje na COVID-19
Rano znanstveno obrazloženje potencijalne korisnosti brzih testova i globalni smjer razvoja tehnologije brzih testova pojačano je privremenim smjernicama Svjetske zdravstvene organizacije koje su označile potencijalne koristi. U izvješću se napominje da je brze testove bilo mnogo lakše implementirati i da su imali troškovnu korist. WHO je preporučio njihovu upotrebu u epidemijama, za ranu identifikaciju slučajeva i za praćenje trendova bolesti. Kasnije, i nakon brzo rastućeg broja studija, ovu je preporuku proširila Europska komisija. Europska komisija preporučila je uporabu tehnologije brzog testiranja za skrining za cijelu populaciju gdje je udio pozitivnosti testa visok ili vrlo visok. Do siječnja 2021. Europska komisija pristala je učvrstiti svoj položaj, zalažući se za mnogo veću uporabu brzih testova, napominjući da bi "trebalo li istraživanje dokazati da brzi testovi na antigene mogu provesti sami ispitivači ... samotestiranje sa stručnim vodstvom ili bez njega također se moglo razmotriti. "

## Početne studije
Jednu od konačnih studija za brze testove dovršilo je Public Health England, University of Oxford i University of Manchester, a pokrenuli su ih profesor Richard Body i dr. Lennard Lee. Studija Falcon-C19 koja je pokrenuta u roku od tri dana 17. rujna. Prvi pacijent je regrutiran na parkiralištu stadiona Manchester City Etihad u novom istraživačkom centru za testiranje na COVID-19. Studija se brzo proširila na 14 web mjesta za istraživanje zajednice u Ujedinjenom Kraljevstvu. Studija je zatvorena 23. listopada, završivši 878 osoba. Studija je bila jedna od najbrže angažiranih britanskih istraživačkih studija o COVID-19 u zemlji. Studija je dala konačne dokaze da su uređaji za brzo testiranje uspjeli pokupiti pozitivne rezultate s velikom točnošću. Ukupno 4 brza testa, uključujući Innova i Orientgene, potvrđena su u ovoj studiji pomoću uzoraka brisa pojedinaca sa simptomatskom i asimptomatskom bolešću.
Oko objavljivanja privremene analize ove britanske studije, SAD su potvrdile da će od Abbotta biti kupljeno 100 milijuna brzih testova koji će biti isporučeni diljem zemlje kako bi započeli slične američke studije koje nadopunjuju studije započete na Sveučilištu Oxford.

## Studije vrednovanja u cijelom svijetu
Dana 2. studenog Slovačka je postala prva država u svijetu koja je pokrenula masovna testiranja u cijeloj zemlji pomoću brzih testova. Pet milijuna brzih testova izvršilo je 60.000 djelatnika koji su koristili antigenski test SD Biosensor i proveli briseve na populaciji. To je zatim navelo Europsku komisiju da preporuči da se brzi testovi koriste kao dio probira za cijelu populaciju. Dvije istraživačke studije objavljene početkom 2021., jedna od profesora Martina Kahaneca sa Srednjoeuropskog sveučilišta i njegovih koautora, a druga od strane Martina Pavelke s Londonske škole za higijenu i tropsku medicinu sa svojim timom sugeriraju da učinci jesenskog vala brze mase antigena testiranje u Slovačkoj pomoglo je u suzbijanju pandemije u zemlji, iako je prema prethodnoj studiji učinak masovnog testiranja na pandemiju bio privremen i počeo se gubiti nakon otprilike dva tjedna.
MHRA iz Ujedinjenog Kraljevstva potvrdila je 23. prosinca odobrenje Innova brzog testa za ispitivanje samostalne uporabe. Nakon jasnog globalnog uspjeha ovog globalnog razvoja brzih testova, Sir John Bell, profesor medicine Regius na Sveučilištu u Oxfordu, rekao je: „Brzi testovi bili su središnji dio dobre obrane od koronavirusa jer su bili brzi, jeftini i dostupni za ponovnu upotrebu ”.

## Brzi testovi kao "povratak u normalu"
Španjolska je postala prva zemlja koja je koristila brze testove kako bi olakšala povratak u normalu, s brzim testovima koji su široko dostupni u ljekarnama, a besplatni glazbeni koncert održan u Barceloni za pojedince koji su prošli brzi test. Sličan pristup zauzet je u Albaniji kako bi se omogućili glazbeni festivali. Međutim, mnogi stručnjaci nisu bili sigurni u ovaj pristup vjerujući da "brzi testovi nisu rješenje za ponovni početak normalnog života", ali se mogu koristiti u kombinaciji s drugim vitalnim mjerama za sprječavanje infekcija, poput nošenja odgovarajuće osobne zaštitne opreme, redovitog pranja ruku i socijalne distance ljudima omogućiti to vitalno vrijeme s onima koje vole, a pritom im pomoći da budu sigurniji.

## Novi sojevi COVID-19
Dana 22. prosinca 2020. u Velikoj Britaniji je identificiran novi zarazniji soj SARS-CoV-2, VOC-202012/01. Soj se brzo proširio svijetom. S raširenom globalnom uporabom ovog oblika testiranja na COVID-19, postojala je zabrinutost da će ova varijanta učiniti brzo testiranje zastarjelim. Kao dio ubrzane tehnološke evaluacije lateralnog protoka u Velikoj Britaniji, u roku od 24 sata laboratoriji Public Health England uspjeli su potvrditi da brzi test u globalnom razvoju nije pogođen te su mogli identificirati novu varijantu. To je bilo zato što brzi test općenito cilja na protein nukleokapsida, a ne na šiljak. Nedavno su identificirani neki sojevi koji utječu na osjetljivost nekih brzih testova i do 1000 puta. Srećom, učestalost ovih nukleokapsidnih mutacija (posebno D399N) je još uvijek relativno niska na globalnoj razini i iznosi ~ 0,02%.

## Humanitarne namjene za brze testove
Osim rutinske uporabe u zajednici, brzi testovi također su korišteni kao dio humanitarnih napora tijekom pandemije. Nakon poplave u Jakarti u Indoneziji 2. prosinca, brzi testovi dostupni su u skloništima za poplave. Nadalje, nakon zatvaranja državnih granica u Europi nakon hitnog slučaja novog soja u Velikoj Britaniji neposredno prije Božića, gotovo 6000 vozača kamiona ostalo je bez hrane, čime je učinkovito zaustavljena dostava božićne hrane. Francuski vatrogasci razvili su brze testove u roku od 24 sata na Kanalu. Brzi testovi omogućili su kamionima da krenu na put i dovrše isporuku te se vrate svojim obiteljima za Božić, pokazujući potencijalnu globalnu korisnost lakog provođenja testa na COVID-19. Liječnici bez granica snažno su podržali korištenje brzih testova u zemljama s nižim i srednjim dohotkom ističući kako "testovi na antigen COVID-19 mogu donijeti brze i djelotvorne rezultate, osiguravajući pravovremenu identifikaciju ljudi zaraženih virusom na razini zajednice".

## Amerika i brzi testovi
Budući da su u početku zajedno s Ujedinjenim Kraljevstvom znatno ulagali u razvoj tehnologije brzih testiranja, daljnja evaluacija brzih testova u sklopu pristupa masovnog testiranja u SAD-u zaustavila se zbog zastoja oko 900 milijardi dolara u pomoći COVID-19 sadržanoj u Konsolidiranoj 2020. Zakon o aproprijacijama, 2021. Prijedlog zakona je kritiziran jer nije posebno ograničio ulaganje u brza testiranja kao ekonomičan i učinkovit oblik testiranja na čitavoj populaciji. Znanstvenici u SAD-u, poput profesora Michaela Mine sa Sveučilišta Harvard, primijetili su da su testovi "vrlo snažan dodatak svemu ostalom što ljudi već rade" i da bi "kućni testovi na COVID-19 mogli smanjiti stopu infekcije". To je stajalište potkrijepio profesor William A. Haseltine također s Harvarda u članku u časopisu Forbes koji predlaže "brzo, samostalno provedeno testiranje moglo bi zaustaviti stalno rastuću plimu bolesti i smrti" i članak profesorice Annie Sparrow s planine Sinaj, New York predlaže "Jeftino masovno testiranje važno je za pobjedu pandemije" s obzirom na "hitnost vrlo zaraznog i brzo širećeg soja B117 u Velikoj Britaniji, a sličnog soja iz Južne Afrike". Ipak, brzi kućni testovi na COVID-19 bili su javno dostupni pojedincima u siječnju 2021. nakon ranijeg odobrenja FDA-e.
Ove testove nadoknadilo je američko zdravstveno osiguranje osobama sa simptomima covid-19 ili onima koji su imali bliski kontakt sa zaraženom osobom ili s nekim tko pokazuje simptome. U članku u Washington Postu predloženo je da se maksimalna korist od brzih testova u SAD -u možda neće ostvariti sve dok "savezna vlada ne pokrije testiranje na asimptomatske osobe jer je prijenos od tih ljudi tako veliki dio izbijanja" jer testiranje tih pojedinaca nije bilo pokriveno zdravstvenim osiguranjem. Nakon izbora novog predsjednika u siječnju 2021., SAD je počeo ponovno ulagati u brzi razvoj tehnologije testiranja objavljivanjem predsjedničkih izvršnih naredbi.

## Vrijednost globalnog tržišta
Nakon raširene uporabe brzih testova u cijelom svijetu, brzi testovi imaju tržišnu vrijednost od 15 milijardi dolara, međutim očekuje se da će tržište prestati od 2024. zbog cijepljenja globalne populacije do kraja 2023. U SAD -u je tržište za brze testove iznosilo je 3,9 milijardi USD sa stopom rasta> 20% u bolnicama, klinikama, azijsko-pacifičkoj regiji, ali i kao testove za krajnje korisnike. Međunarodni tržišni analitičari predviđaju da će se proizvođači brzih testova suočiti sa sve većim zahtjevima jer sve više pojedinaca i zemalja počinju koristiti brze testove za identifikaciju osoba s blažim simptomima. Brojni komentatori i znanstvenici iz SAD -a izrazili su zabrinutost jesu li globalna proizvodna mreža u stanju zadovoljiti globalnu potražnju i proizvesti stotine milijuna testova koji će biti potrebni za česta brza testiranja.

## Vanjske poveznice
- Kriteriji za testiranje na SARS-CoV-2, prekid izolacije i karantene  Arhivirana inačica izvorne stranice od 14. kolovoza 2021. (Wayback Machine) Službena stranica Vlade RH za pravodobne i točne informacije o koronavirusu. 21. rujna 2020.
- Uzimanje uzoraka (briseva) na koronu u Domovima zdravlja  Arhivirana inačica izvorne stranice od 30. rujna 2020. (Wayback Machine) Nastavni zavod za javno zdravstvo dr Andrija Štampar. 17. kolovoza 2020.
- Data on COVID-19 testing at Our World in Data (31 March 2020)
- COVID-19 Testing (at least) – now Free for all? (CDC; US Congress; CSPAN video/6:00; March 12, 2020)
- Detection of 2019 novel coronavirus (2019-nCoV) by real-time RT-PCR; NCBI-PMC,  DOI (23 January 2020)

|  | Molimo pročitajte upozorenje o korištenju medicinskih informacija. Ne provodite liječenje bez savjetovanja s liječnikom! |